# Wendax Aero WS 700
Der Wendax Aero WS 700 ist ein Pkw-Modell aus der Zeit nach dem Zweiten Weltkrieg. Hersteller war Wendax in Hamburg.

## Hintergrund
Der Draisinenbau Dr. Alpers stellte Draisinen und ab 1933 Nutzfahrzeuge her. 1947 entstand nach einem Kundenauftrag ein erster Pkw. 1949 wurde das Tochterunternehmen Wendax für die Produktion von Straßenfahrzeugen gegründet.

## Beschreibung
Das Modell ähnelte dem Einzelstück von 1947. Es wurde im Mai 1949 auf der Hannover-Messe präsentiert. Der damalige Mangel an Neuwagen und versprochene Lieferzeiten von nur vier Wochen führten zu unerwartet vielen Aufträgen. Die Produktion lief von Juni 1949 bis September 1950.
Der Wagen ist ein Roadster mit einer zweisitzigen, durchgehenden Ledersitzbank. Ungewöhnlich für die Zeit ist die Pontonkarosserie. Die Hinterräder sind abgedeckt. Das Fahrzeug ist 370 cm lang, 147 cm breit und 125 cm hoch. Der Radstand beträgt 220 cm und die Spurweite 122 cm. Das Leergewicht betrug zunächst angeblich 550 kg und das zulässige Gesamtgewicht 700 kg. Davon abweichend stellte der TÜV bei einem Fahrzeug 820 kg Leergewicht fest, obwohl 680 kg im Fahrzeugbrief standen. Der Aero WS 700 hat einen Rahmen mit aufgeschraubtem Holzgerippe, das mit gebogenen Blechplatten verkleidet ist. Die Räder sind vorn an geschobenen und hinten an gezogenen Längsschwingarmen aufgehängt, jeweils mit Drehstabfederung.
Die meisten Abbildungen zeigen die Ausführung ohne Türen, bei der die Fahrzeugseiten im Bereich der Fahrgastzelle tief ausgeschnitten sind, um Ein- und Ausstieg zu ermöglichen. Daneben gab es eine Variante mit Türen.
Der Wagen hat einen Zweizylinder-Zweitaktmotor. Er ist als Mittelmotor hinter dem Fahrersitz eingebaut und treibt über eine Rollenkette das rechte Hinterrad an. Dadurch wurde das Differentialgetriebe eingespart, das Wendax damals nicht beschaffen konnte. Die Folge waren schlechte Fahreigenschaften, die bei Autotests kritisiert wurden. So wurde berichtet, dass es „überdurchschnittliches Fahrgeschick erforderte, den Wagen in der Spur zu halten“.  Gebremst wurden nur die Hinterräder; sie hatten mechanisch betätigte Trommelbremsen. Die Reifen hatten vorn und hinten das Format 4.50 × 16.
Der Motor kam von den ILO-Motorenwerken. 61 mm Bohrung und 68 mm Hub ergeben 398 cm³ Hubraum. Er hat Thermosiphonkühlung und leistete 11,5 PS bei 3600/min; ein maximales Drehmoment von 25 Nm wurde bei 3200/min erreicht. Die Höchstgeschwindigkeit lag bei 85 km/h. Als Verbrauch waren 5,5 Liter auf 100 km angegeben. Der Benzintank fasst 15 Liter.
Das Getriebe hat drei Gänge, die nicht synchronisiert sind; geschaltet wird mit einem Mittelschalthebel. Die Kupplung ist eine Einscheibentrockenkupplung.
Der Kaufpreis betrug 4750 DM.
Das Fahrzeug kam überhastet und zu wenig getestet auf den Markt. Das führte zu Mängeln und Reklamationen. Genannt werden Kupplungsschäden, die bereits nach 3000 Kilometern eintraten, Pedale brachen und Türen brachen von den Scharnieren ab. Zu den Konstruktionsmängeln zählte, dass der Tank nicht leergefahren werden konnte, sondern immer zehn Liter drin blieben.  Dem Wagen wird nachgesagt, „eines der schlechtesten Autos, die je gebaut wurden“, gewesen zu sein.
Laut der Enzyklopädie Deutsche Kleinwagen von Hans Peter Rosellen entstanden etwa 19 Fahrzeuge. An anderer Stelle heißt es entsprechend, dass weniger als 20 Fahrzeuge gefertigt wurden.